# Unhung Hero

Unhung Hero (également typographié UnHung Hero) est un film documentaire américain traité en comédie réalisé par Brian Spitz et sorti en 2013,.

## Synopsis
Lors d'un match de basket-ball à l'UCLA, Patrick Moote fait sa demande en mariage à sa petite amie, mais celle-ci la rejette à cause de la petite taille de son pénis. Le clip vidéo de cette proposition est posté sur YouTube et devient un phénomène sur Internet. Moote voyage alors dans le monde entier pour savoir si la taille du pénis compte vraiment et quels sont les possibilités d'agrandissement,,.

## Fiche technique
- Titre : Unhung Hero
- Réalisation : Brian Spitz
- Directeur de la photo : Brennan Maxwell
- Distribution : Showtime
- Dates	de sortie :
  -  États-Unis : 8 mars 2013 South by Southwest (SXSW)
  -  États-Unis : 6 décembre 2013
- Pays de production :  États-Unis
- Durée : 84 minutes
- Langage : anglais, mandarin, malaisien, coréen

## Distribution
- Patrick Moote : lui-même
- Jonah Falcon : lui-même
- Dan Savage : lui-même
- Brian Spitz : lui-même
- Annie Sprinkle : Herself
- James Tracy : le patron du bar
- Cristian YoungMiller : lui-même